# اسکرم دیسک
اسکرم دیسک یک برنامه رایگان رمزنگاری دیسک است که برای سیستم عامل‌های خانواده ویندوز ۹۵، ویندوز ۹۸ و ویندوز ام‌ای منتشر شده‌است. یک نسخه غیر رایگان نیز برای ویندوز ان‌تی موجود است.
اسکرم دیسک اصلی دیگر پشتیبانی نمی‌شود، نویسنده آن شاون هالینگوورث، به پاول لرو (نویسنده برنامه ئی۴ام) پیوست تا نسخه تجاری برنامه اسکرم دیسک را برای شرکت SecurStar تولید کند، نام این برنامه درایو کریپت بود. نویسنده اسکرم دیسک درایورهای سیستم امل‌های ویندوز 9x را تولید کرد، و نویسنده ئی ۴ ام درایور ویندوز ان‌تی را ساخت، که باعث شد یک نسخه کراس پلتفرم برای هر دو برنامه به وجود بیاید.
پروژه جدیدی به نام اسکرم دیسک ۴ لینوکس وجود دارد که اجازه دسترسی به کانتینرهای اسکرم دیسک و تروکریپت را می‌دهد. نسخه‌های قدیمی تروکریپت از اسکرم دیسک نیز پشتیبانی می‌کرد.

## مجوز
با اینکه کد منبع اسکرم دیسک هنوز در اختیار عموم است، اظهار شده که کد منبع فقط برای مطالعات شخصی مجوز می‌دهد، و برای توسعهٔ بیشتر مجوزی نداده‌است.
با این حال چون اسکرم دیسک از الگوریتم رمزنگاری میستی۱ استفاده می‌کند، و این الگوریتم (توسط هیروکی سوزوکو ملقب به H2NP) تحت مجوز پروانه عمومی همگانی گنو منتشر شده و این مجوز اجازه انتشار برنامه تحت مجوز غیر عمومی را می‌گیرد پس اسکرم دیسک از مجوز همگانی گنو سرپیچی کرده‌است.